# Міра Жордана
Міра Жордана — один із способів формалізації поняття довжини, площі і {\displaystyle n}-вимірного об'єму в {\displaystyle n}-вимірному евклідовому просторі.

## Побудова

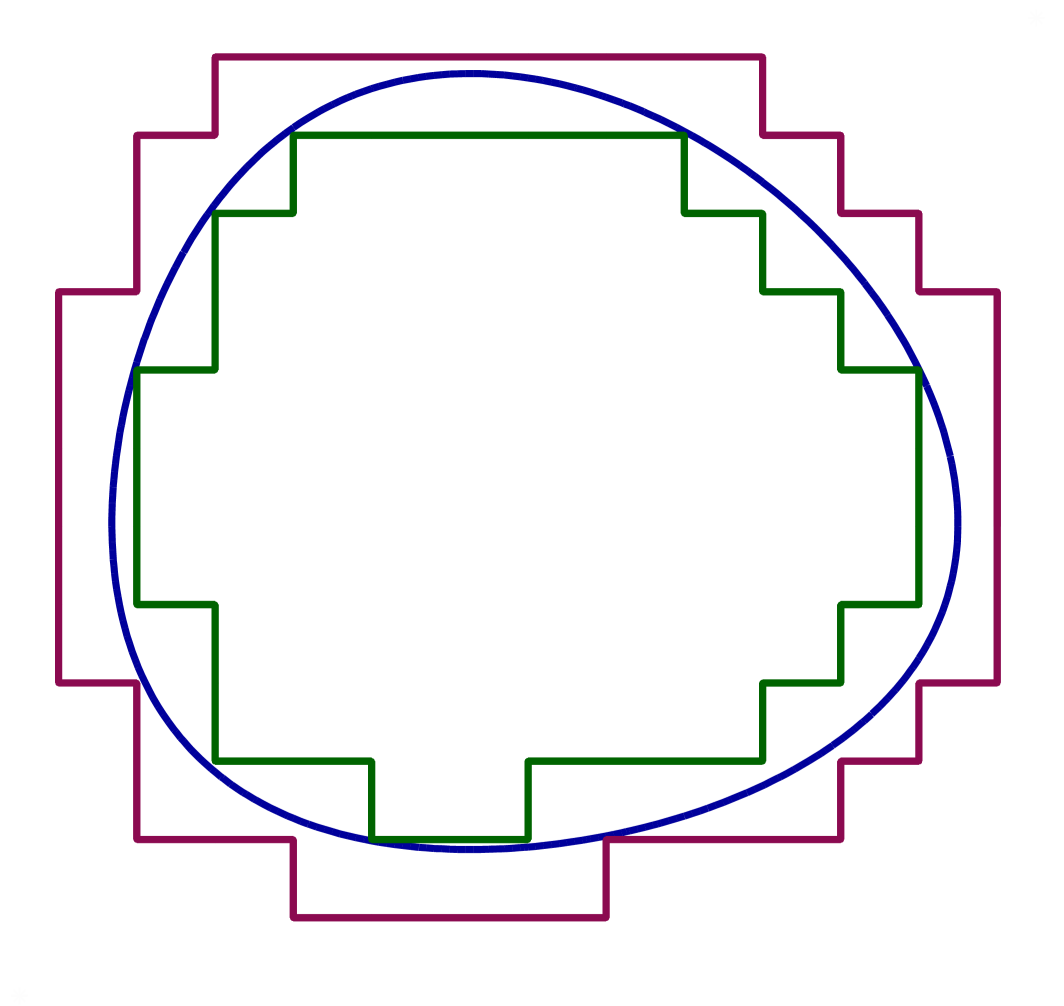
Множина вимірна за Жорданом, якщо внутрішня міра Жордана дорівнює зовнішній мірі Жордана.

Міра Жордана {\displaystyle ~m(\Delta )}, добутку напівінтервалів {\displaystyle \Delta =\prod _{i=1}^{n}[a_{i},\;b_{i})} в {\displaystyle \mathbb {R} ^{n}} визначається як добуток
{\displaystyle m(\Delta )=\prod _{i=1}^{n}(b_{i}-a_{i}).}
Для обмеженої множини {\displaystyle E\subset \mathbb {R} ^{n}} визначаються:
- зовнішня міра Жордана
{\displaystyle m_{e}(E)=\inf \sum _{k=1}^{N}m(\Delta _{k}),\quad \bigcup _{k}\Delta _{k}\supset E}
- внутрішня міра Жордана
{\displaystyle m_{i}(E)=\sup \sum _{k=1}^{N}m(\Delta _{k}),\quad \bigcup _{k}\Delta _{k}\subset E,\quad \Delta _{k}\cap \Delta _{m}=\varnothing }, якщо {\displaystyle \ k\neq m,}

де {\displaystyle \Delta _{1},\;\Delta _{2},\;\ldots ,\;\Delta _{N}} — паралелепіпеди описаного вище виду.
Множина {\displaystyle ~E} називається вимірною за Жорданом, якщо {\displaystyle ~m_{e}(E)=m_{i}(E)}. В цьому випадку міра Жордана дорівнює {\displaystyle ~m(E)=m_{e}(E)=m_{i}(E)}.

## Властивості
- Міра Жордана інваріантна щодо рухів евклідового простору.
- Обмежена множина {\displaystyle E\subset \mathbb {R} ^{n}} вимірна за Жорданом тоді і тільки тоді, коли її границя має міру Жордана рівну нулю.
- Зовнішня міра Жордана для {\displaystyle ~E} рівна зовнішній мірі Жордана для {\displaystyle {\bar {E}}} (замикання множини {\displaystyle ~E}) і рівна мірі Бореля {\displaystyle {\bar {E}}}.
- Вимірні за Жорданом множини утворюють кільце множин, на якому міра Жордана є скінченно-адитивною функцією.

## Вимірні і невимірні за Жорданом множини
Усі прямокутники, кулі, симплекси є вимірними за Жорданом.
Простим прикладом не вимірної за Жорданом множини є множина раціональних чисел. Зовнішня міра Жордана цієї множини дорівнює 1, а внутрішня дорівнює нулю.